# Marc Roussel
Pour les articles homonymes, voir Roussel.
Marc Roussel est un photographe, réalisateur et journaliste français, né le 23 avril 1957 à Courbevoie.

## Biographie
Marc Roussel est ingénieur, diplômé de l'École centrale de Nantes en 1981.
Créateur de deux sociétés de production de films (20 h 47 et R&B production), il a également collaboré neuf ans à l’agence Gamma puis a créé le collectif de photographes Orizon.
Il est sociétaire du Salon d’automne (section photographie).
Depuis 1990, ses photographies sont publiées dans divers titres de la presse française et internationale : Le Monde, Libération, Paris Match, Le Figaro Magazine, VSD, The New York Times, Newsweek, Der Spiegel, El País, La Repubblica…
En 2025, il publie son premier roman, Mauvaise Gloire.

## Réalisations
- 1986 : Algol, expédition mer-montagne, diffusé sur France 3
- 2005 : Le Rêve kazakh (avec Pierre Caule). Diffusion France 3 et BBC
- 2011-2012 : Le Serment de Tobrouk (documentaire, avec Bernard-Henri Lévy) La guerre de Libye vue de l'intérieur. Sélection officielle au festival de Cannes 2012. Diffusion cinéma, Canal+ et Arte[5].
- 2012 : Un médecin français à Alep, reportage France 2
- 2015 : Jacques Berès, le dernier French Doctor, reportage Envoyé spécial, France 2
- 2021 : Une autre idée du monde (documentaire avec Bernard-Henri Lévy) Diffusion cinéma, Canal+ et France 2. Journal de reportages de l'année 2020.
- 2023 : Slava Ukraini (documentaire avec Bernard-Henri Lévy)
- 2023 : L'Ukraine au cœur (documentaire avec Bernard-Henri Lévy)
- 2025 : Notre Guerre (documentaire avec Bernard-Henri Lévy)[6]

## Expositions
- 1976 : Réflexions (Grand Palais, Paris, Salon d’automne)
- 1979 : Murs peints (American Center, Paris)
- 2002 : Afghanistan (Visa pour l'image, Perpignan)
- 2002 : La Culture en exil (Fnac Paris, province, étranger, Alliances françaises Pakistan et Australie)
- 2009-2010 : Le Monde de la francophonie (Paris, Châlons en Champagne, Rouen, Château-Gontier)
- 2013 : Entre temps (Galerie Philippe Sinceux, Paris)

## Publications
- 2008 : Les Raids Nature (Glénat)
- 2010 : Autoportraits de la mort (Éditions SM)
- 2020 : direction de la collection Photo de Reporters aux éditions L'Élocoquent.
- 2025 : Mauvaise Gloire aux éditions Sama[7]